# Мала Данилівка
Мала Данилівка — селище Харківського району, Харківської області, центр Малоданилівської об’єднаної громади.

## Географія
Селище міського типу Мала Данилівка розташоване на лівому березі річки Лопань, у місці впадання в неї річки Лозовенька, яка ділить селище на дві частини. Селище примикає до Харківської окружної дороги (М03). Через селище проходить автомобільна дорога Т 2103. У селищі дві залізничні станції — Підміська та Лозовенька. Північна частина селища — колишнє селище Інститутське.

## Історія

Мала Данилівка на мапі 1783 року. Початково село було на лівому березі річки Лопань

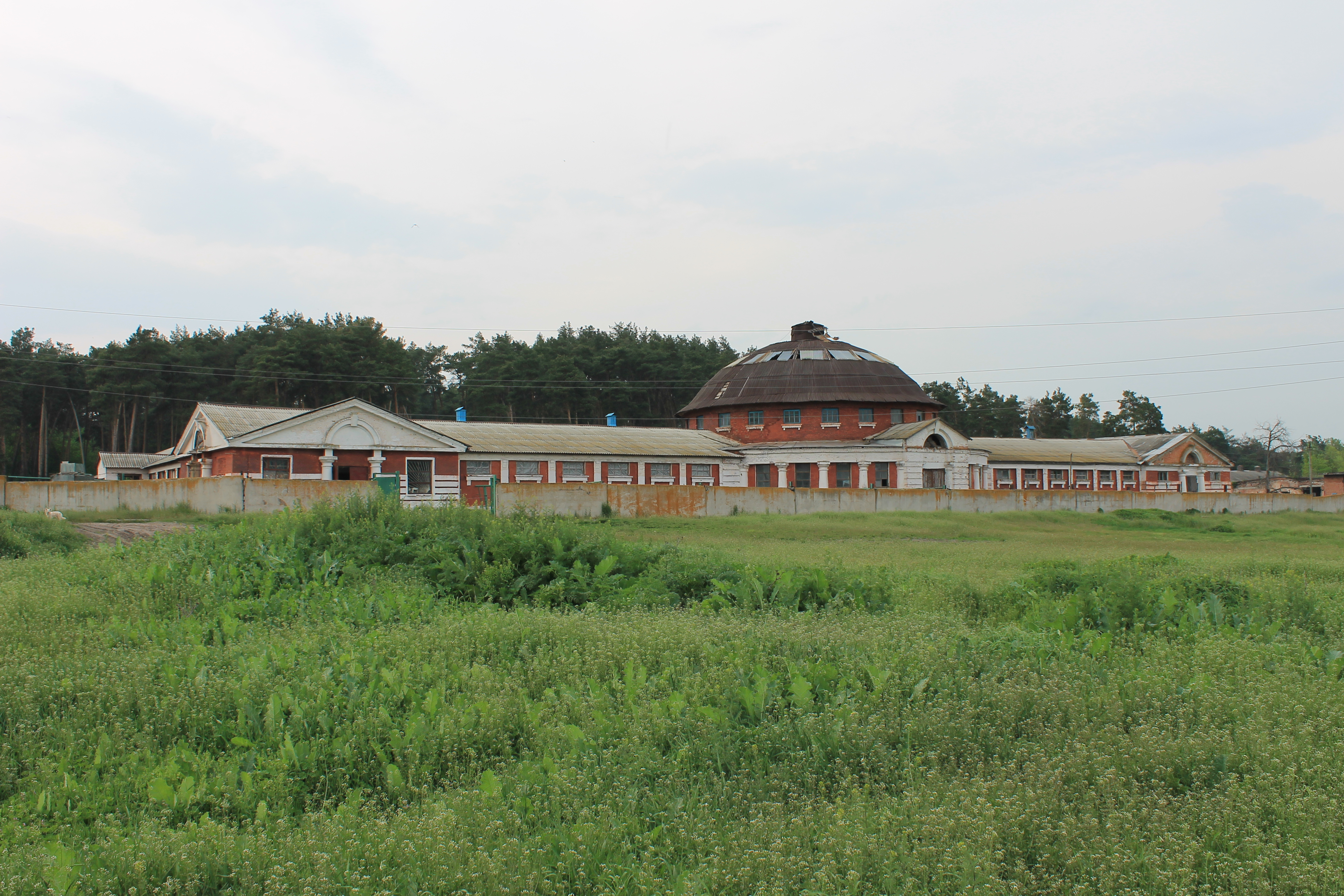
Факультет зооветеринарної медицини Державного біотехнологічного інституту: манеж і стайні (вигляд до 30 травня 2024 року)

Село вперше згадується у 1714 році. За однією з версій назва села походить від імені першого осадчого козака Малого Данили. Перші поселенці Малої Данилівки освоїлися під Харковом у долині річки Лопань, а саме на її правому березі в районі Нижнього Північного Поста (Сортировки).  
За даними на 1864 рік у власницькому селі Харківського повіту мешкало 233 особи (115 чоловічої статі та 118 — жіночої), налічувалось 25 дворових господарств, існували православна церква та пивоварний завод. 
Селище постраждало внаслідок Голодомору, проведеного урядом СССР в 1932—1933 роках, кількість встановлених жертв — 146 людей. 
В 1938 році відбулася зміна статусу на селище міського типу (за іншими даними в 1958 році).
Під кінець 20 століття до Малої Данилівки приєднане селище Інститутське.

## Населення

### Чисельність
Динаміка зміни населення Малої Данилівки за роками:

### Мова
Розподіл населення за рідною мовою за даними перепису 2001 року:
| Мова            | Кількість | Відсоток |
| --------------- | --------- | -------- |
| українська      | 5375      | 71.95%   |
| російська       | 2063      | 27.61%   |
| вірменська      | 12        | 0.16%    |
| білоруська      | 6         | 0.08%    |
| румунська       | 1         | 0.01%    |
| польська        | 1         | 0.01%    |
| інші/не вказали | 13        | 0.18%    |
| Усього          | 7471      | 100%     |

## Освіта
В Малій Данилівці розташований факультет ветеринарної медицини Державного біотехнологічного університету.

## Економіка
- Центр гуртової торгівлі «Метро».
- Гіпермаркет «КАРАВАН».

## Пам'ятки
- Храм Іоанна Златоуста.
- Музей історії Харківського зооветеринарного інституту.
- Конюшня з манежем (початок XX століття, пам'ятка архітектури обласного значення; у 1990-х—2020-х роках тут працювала дитячо-юнацька кінноспортивна школа). Пам'ятку знищено 30 травня 2024 року внаслідок ракетного обстрілу з боку РФ[9].
- Лозовеньківський заказник.

## Персоналії
- Герілович Антон Павлович — український біолог, доктор ветеринарних наук, лауреат Державної премії України в галузі науки і техніки.
- Рибальченко Ростислав Кирилович — краєзнавець.